# Lafferkurven
Lafferkurven bruges til at illustrere en teori om en optimal skattesats, der genererer maksimale skatteindtægter.
Kurven blev angiveligt (omend uden han selv husker det) tegnet på en serviet af den amerikanske økonom Arthur Laffer og bygger på en ide om, at der eksisterer en skattesats under 100 %, der maksimerer skatteindtægterne, og hvorfra både en nedsættelse og forhøjelse af skatteniveauet vil resultere i færre skatteindtægter.
Meget lave skatter vil tydeligvis give færre skatteindtægter, men noget mindre intuitivt vil det modsatte scenarie med et skatteniveau over en vis størrelse ifølge denne teori også resultere i færre skatteindtægter:
Argumentationen er tydeligst, hvis man ser på yderpunkterne af Lafferkurven ved skatteniveauer på hhv. 0 og 100 %. 
En skattesats på 0 % giver naturligvis ingen skatteindtægter. 
Men en sats på 100 % vil ligeledes, ifølge teorien, resultere i nul skatteindtægter. Eftersom staten vil tage al indtjening, mener teorien, at incitamentet til at arbejde fjernes fuldstændigt. Dermed mener teorien, at befolkningen vil ændre deres produktionsadfærd til intet at producere og ingen penge tjene, hvorved staten vil kunne opkræve 100 % af ingenting. Et sted mellem disse to teoretiske yderpunkter eksisterer ifølge denne teori en skattesats, der vil maksimere skatteindtægterne; til venstre for dette punkt vil skattenedsættelser give færre skatteindtægter, og til højre for punktet vil skattenedsættelser give øgede skatteindtægter. Effekten vil desuden være størst, jo længere væk fra denne optimale skattesats, man befinder sig.
Punktet, hvor kurven viser den maksimale skatteindtægt, ofte kaldt Laffer-punktet, vil være forskelligt fra land til land og er genstand for en del teoretisk spekulation.
Lafferkurven er central i teorien om udbudsøkonomi og blev antagelig først taget i brug af Wall Street Journal journalisten Jude Wanniski efter et møde i 1974 mellem Laffer, Wanniski, Dick Cheney og hans pressesekretær Grace-Marie Arnett. Ved mødet skulle Laffer have tegnet en hurtig skitse af kurven på en serviet, hvilket umiddelbart fangede de tilstedeværendes interesse. Laffer kan dog ikke selv huske mødet og gør ikke noget krav på at være opfinder af konceptet. I stedet tilskriver han det til 1300-tallets islamiske lærde Ibn Khaldun og senere den engelske økonom John Maynard Keynes.

## Topskat
En uafhængig empirisk undersøgelse, der blev lavet af Congressional Research Service for den amerikanske Kongres, nåede i september 2012 frem til, at der ikke findes beviser for at nedsættelser af de højeste skattesatser nogensinde har resulteret i forhøjede skatteindtægter eller økonomisk vækst. I stedet synes lavere maksimalskat blot at medføre en øget koncentration af indkomst hos de i forvejen højeste indkomster. Undersøgelsen analyserede den amerikanske økonomi fra 1945 til 2010. I denne periode har den amerikanske højeste marginalskat varieret mellem et maksimum på 94 % i 1945 og et minimum på 28 % i 1988.
En teoretisk undersøgelse udført af Rockwool Fondens Forskningsenhed nåede i november 2006 frem til, at en nedsættelse af topskatten muligvis kunne resultere i forhøjede skatteindtægter. Analysen blev udarbejdet af to forskere tilknyttet Københavns Universitet; lektor Henrik Jacobsen Kleven og professor Claus Thustrup Kreiner.

## Lafferkurven og toppunktsbestemmelse
Gælder i teorien til toppunktsbestemmelse ved flad beskatning (dvs. samme skattesats for alle indkomstgrupper)
Først antages det at arbejdsudbuddet kan opskrives på følgende måde:
Arbejdsudbud: L^s=A[w(1-t)]^ε
A er en konstant, ε angiver arbejdsudbuddets elasticitet ved en given skattesats.
Lønsats: w=løn (lønnen er fastsat på en bestemt niveau (prædefineret) jf. efterspørgselssiden)
Skatteprovenuet kan opskrives på følgende måde:
TR = wL∙t=wA(w(1-t))^ε∙t
wL angiver lønindkomsten (L^s (w)), t er skattesatsen
Nu ønskes der at finde den skat t, der maksimere skatteprovenuet TR. Dette gøres ved at differentiere og sætte lig nul.
dTR/dt=wA∙w^ε (ε(1-t)^(ε-1)∙(-1)t+1(1-t)^ε )=0
- bruger at (1-t)^(ε-1)=(1-t)^ε∙(1-t)^(-1)
da wA∙w^ε er ikke afhængig af t, dvs. er en konstant, vil dTR/dt kun være 0, når:
ε(1-t)^(ε-1)∙(-1)t+1(1-t)^ε=0 ⇔
-εt(1-t)^(-1)+1=0 ⇔
ε t/(1-t)=1 ⇔
ε=1/t-1 ⇔
t*=1/(1+ε)
dvs. skatten t* vil maksimere skatteprovenuet TR.